# Зоил (патриарх Александрийский)
Зои́л (др.-греч. Ζωΐλος) — патриарх Александрийский (539—551).
До патриаршества был монахом в Палестине. Был сторонником Халкидонского Собора.
Посвящён в патриаршее достоинство патриархом Антиохийским Ефремом, патриархом Иерусалимским Петром, Ипатием I Эфесским и Пелагиием, представителем Римского папы Вигилия, низложившими его предшественника Павла Тавеннисиота. В научной литературе встречаются различные датировки вступления Зоила на кафедру: с 539 по 542, однако 539 год является наиболее вероятной датой.
Низложен императором Юстинианом I за сопротивление, которое он оказывал императорской политике в деле осуждения «Трёх Глав».